# Masingini Forest
Der Masingini Forest (deutsch: Masingini-Wald) ist ein rund 1.800 Hektar großer Wald auf der Insel Sansibar. Er liegt nordöstlich der Inselhauptstadt Sansibar in der Nähe der Stadt Bububu. Der Masingini Forest ist neben dem Jozani Forest einer der bedeutenden Waldgebiete auf der dichtbesiedelten und aufgrund intensiver Land- und Plantagenwirtschaft  relativ waldarmen Insel Sansibar. In der Region Unguja Mjini Magharibi ist er überhaupt das einzig relevante Waldgebiet. Das Waldgebiet ist mit seinen Quellen (Bububu Springs) das wichtigste Trinkwasserfördergebiet für die städtische Trinkwasserversorgung der Inselhauptstadt.